# Termitotrox consobrinus
Termitotrox consobrinus är en skalbaggsart som beskrevs av August Reichensperger 1915. Termitotrox consobrinus ingår i släktet Termitotrox och familjen Termitotrogidae. Inga underarter finns listade i Catalogue of Life.